# Stade Boewa
Stade Boewa – wielofunkcyjny stadion w Boulari w Nowej Kaledonii, który jest używany przede wszystkim do meczów piłki nożnej. Stadion jest domową areną dla wielu lokalnych klubów i był także areną używaną podczas turnieju mężczyzn w piłce nożnej na Igrzyskach Pacyfiku 2011. W związku z tym, Stade Boewa był areną największych zwycięstw na Igrzyskach Pacyfiku 2011, a mianowicie Papui-Nowej Gwinei przeciwko Kiribati 17:1 w dniu 3 września 2011 i Tahiti przeciwko Kiribati 17:1 w dniu 5 września 2011.